# (I Can't Get No) Satisfaction
〈(I Can't Get No) Satisfaction〉은 1965년 롤링 스톤스가 발표한 노래로, 대중음악 역사상 가장 위대한 명곡 중 하나이다. 《롤링 스톤》지 선정 500대 명곡 2위, 어클레임드 뮤직 선정 가장 위대한 노래 5위에 선정되었으며, 미국의회도서관 영구 음성기록에 등재되었다. 믹 재거와 키스 리처즈가 작사·작곡 했으며, 앤드류 루그 올덤이 프로듀싱했다. 리처즈의 중독성 있는 기타 리프가 매우 유명하며, 60년대에 발표된 노래임에도 불구하고 가사에 성적 욕구불만을 대놓고 표현해 당시 많은 제재를 받았다.
미국에서 싱글로 1965년 6월에 발매했고, 네 번째 미국 정규 음반 《Out of Our Heads》에 수록되어 7월 발매했다. 이 앨범으로 스톤스가 미국에서 처음으로 1위를 차지하였고, 큰 성공을 거두었다. 영국에서는 처음에 심한 성적 암시 때문에 해적방송으로만 송출했다. 노래는 영국에서 그룹의 네 번째 차트 1위가 되었다.